# Karin Hellgren
Karin Signe Vilhelmina Hellgren, född 22 november 1913 i Stockholm, död 22 september 1993, var en svensk barn- och ungdomspsykiater.
Hellgren, som var dotter till lasarettsläkare Verner Hellgren och Signe Hagberg, avlade studentexamen i Göteborg 1932, blev medicine kandidat vid Uppsala universitet 1935 och medicine licentiat där 1943. Hon tjänstgjorde på Sachsska barnsjukhuset 1949–1950, var biträdande överläkare i Stockholms län 1951–1956, underläkare på barnpsykiatriska kliniken på Karolinska sjukhuset 1956–1957 och överläkare vid centralen i Huddinge inom Stockholms läns psykiska barna- och ungdomsvård 1961–1965. Hon var barnpsykiatrisk konsult vid Eugeniahemmet från 1957 och vid Norrbackainstitutets skolhem från 1963. Hon författade skrifter i barnpsykiatri och handikappvård.